# Xã Bono, Quận Lawrence, Indiana
Xã Bono (tiếng Anh: Bono Township) là một xã thuộc quận Lawrence, tiểu bang Indiana, Hoa Kỳ. Năm 2010, dân số của xã này là 833 người.